# وزیر دادگستری (ایران)
وزارت عدلیه یا دادگستری، سازمانی دولتی است که به حل اختلافات می‌پردازد و با مجازات نقض‌کنندگان قانون بر اجرای قوانین نظارت می‌کند. هرچند یکی از وزارت خانه‌های دولت وزارت دادگستری است؛ اما دادگستری، در قوه قضاییه متمرکز است. پیش از ایجاد سمت وزیر عدلیه در ۱۲۷۵ ه‍.ق سمتی با نام «امیر دیوان» عهده‌دار ریاست دستگاه قضای عرفی بود.

## پادشاهی
[رئیس] محکمهٔ عدالت
- منوچهر خان گرجی (۱۲۴۶–؟ ه‍.ق)[۱]

امیر دیوان
- میرزا نبی خان امیر دیوان قزوینی
- میرزا ابراهیم خان قزوینی (برادر میرزا نبی خان امیر دیوان به نیابت از وی)
- آغا بهرام (آقا بهرام خواجهٔ قراباغی) (؟ –۱۲۶۵ ه‍.ق[پانویس ۱])
- میرزا احمد خان فراهانی («وکیل دیوانخانه»، پسر محمدرضا خان وزیر آذربایجان)
- میرزا عباس خان ایروانی[۲]
- میرزا محمدزمان نوری[پانویس ۲] (۱۲۶۸[پانویس ۳]–۱۲۷۵ ه‍.ق)

وزیر عدلیه
- عباسقلی معتمدالدولهٔ جوانشیر (۱۲۷۵–۱۲۷۸ ه‍.ق)
- محمدابراهیم معتمدالملک جوانشیر (۱۲۷۸–۱۲۷۸ ه‍.ق)
- علی اعتمادالسلطنه (در آغاز وزارت، ضیاءالملک لقب داشت) (۱۲۷۸–۱۲۸۱ ه‍.ق)
- مصطفی بهاءالملک افشار (۱۲۸۱–۱۲۸۳ ه‍.ق)
- محمدقلی آصف‌الدولهٔ قاجار (۱۲۸۳–۱۲۸۶ ه‍.ق)
- غلامحسین سپهدار (۱۲۸۶–۱۲۸۷ ه‍.ق)
- حسین مشیرالدوله (۲۹ رمضان ۱۲۸۷–شعبان ۱۲۸۸ ه‍.ق)
- محمدناصر ظهیرالدولهٔ قاجار (۱۲۸۸–؟ ه‍.ق)
- پاشاخان امین‌الملک (؟ –ذیحجهٔ ۱۲۸۹ ه‍.ق)
- محمدقلی آصف‌الدولهٔ قاجار (محرم ۱۲۹۰–۱۲۹۰ ه‍.ق)
- امام‌قلی میرزا عمادالدوله (۱۲۹۰–۱۲۹۱ ه‍.ق)
- کاظم نظام‌الملک نوری (۱۲۹۱–۱۲۹۲ ه‍.ق)
- علیرضا عضدالملک (۱۲۹۲–۱۲۹۳ ه‍.ق)
- کاظم نظام‌الملک نوری (۱۲۹۳–؟ ه‍.ق)
- علی‌قلی میرزا اعتضادالسلطنه
- علیرضا عضدالملک (؟ –۱۲۹۵ ه‍.ق)
- بهرام میرزا معزالدوله (۱۲۹۵–؟ ه‍.ق)
- عبدالصمد میرزا عزالدوله
- یحیی مشیرالدوله (۱۲۹۹–۱۳۰۲ ه‍.ق)
- عبدالصمد میرزا عزالدوله (۱۳۰۲–۱۳۰۴ ه‍.ق)
- علیرضا عضدالملک (۱۳۰۴–۱۳۰۶ ه‍.ق)
- یحیی مشیرالدوله (۲۱ ربیع‌الثانی ۱۳۰۶–۲۰ جمادی‌الثانی ۱۳۰۹ ه‍.ق)
- محسن مشیرالدوله (۱۳۰۹–۱۳۱۴ ه‍.ق)
- عباس میرزا ملک‌آرا (۱۳۱۴–۱۳۱۶ ه‍.ق)
- اسدالله ناظم‌الدوله (۱۳۱۶–۱۳۱۶ ه‍.ق)
- روح‌الله میرزا نصرت‌السلطنه (۱۳۱۶–۱۳۱۷ ه‍.ق)
- غلامحسین غفاری (۱۳۱۷–۱۳۲۱ ه‍.ق)
- عبدالوهاب نظام‌الملک (۱۳۲۱–۱۳۲۴ ه‍.ق)

## پادشاهی مشروطه

### قاجار
| ردیف                               | نام                                       | نگاره                             | آغاز تصدی                                           | پایان تصدی                                                              | نخست‌وزیر                                 |
| ---------------------------------- | ----------------------------------------- | --------------------------------- | --------------------------------------------------- | ----------------------------------------------------------------------- | ---------------------------------------- |
|                                    | احمد مشیرالسلطنه                          |                                   |                                                     |                                                                         | نصرالله مشیرالدوله                       |
|                                    | عبدالحسین میرزا فرمانفرما (فرمانفرماییان) |                                   | ۶ صفر ۱۳۲۴ ه‍.ق (۲ فروردین ۱۲۸۶ ه‍.خ)                   | ۱۶ ربیع‌الاول ۱۳۲۵ ه‍.ق (۸ اردیبهشت ۱۲۸۶ ه‍.خ)                               | سلطان‌علی وزیر افخم                       |
|                                    | میرزا محمود علاءالملک (دیبا)              |                                   | ۲۰ ربیع‌الاول ۱۳۲۵ ه‍.ق (۱۲ اردیبهشت ۱۲۸۶ ه‍.خ)          | ۲۱ رجب ۱۳۲۵ ه‍.ق (۸ شهریور ۱۲۸۶ ه‍.خ)                                       | علی‌اصغر اتابک                            |
|                                    | حسن مشیرالدوله (پیرنیا)                   |                                   | ۷ شعبان ۱۳۲۵ ه‍.ق (۲۳ شهریور ۱۲۸۶ ه‍.خ)                 | ۱۰ رمضان ۱۳۲۵ ه‍.ق (۲۴ مهر ۱۲۸۶ ه‍.خ)                                       | احمد مشیرالسلطنه                         |
|                                    | مهدی‌قلی مخبرالسلطنه (هدایت)               |                                   | ۱۸ رمضان ۱۳۲۵ ه‍.ق (۳ آبان ۱۲۸۶ ه‍.خ)                   | ۱۴ ذیقعدهٔ ۱۳۲۵ ه‍.ق (۱۴ آذر ۱۲۸۶ ه‍.خ)                                      | ابوالقاسم ناصرالملک                      |
| ۱۶ ذیقعدهٔ ۱۳۲۵ ه‍.ق (۳۰ آذر ۱۲۸۶ ه‍.خ) | مهدی‌قلی مخبرالسلطنه (هدایت)               | ۲۵ محرم ۱۳۲۶ ه‍.ق (۸ اسفند ۱۲۸۶ ه‍.خ) | حسینقلی نظام‌السلطنه                                 |                                                                         |                                          |
|                                    | رضا مؤیدالسلطنه (گرانمایه)                |                                   | حسینقلی نظام‌السلطنه                                 | ۲۶ محرم ۱۳۲۶ ه‍.ق (۹ اسفند ۱۲۸۶ ه‍.خ)                                       | ۲۹ ربیع‌الثانی ۱۳۲۶ ه‍.ق (۱۰ خرداد ۱۲۸۷ ه‍.خ) |
|                                    | حسن محتشم‌السلطنه (اسفندیاری)              |                                   | ۱۴ ربیع‌الثانی ۱۳۲۶ ه‍.ق                               | ۱۲ ذیحجهٔ ۱۳۲۶ ه‍.ق                                                        | احمد مشیرالسلطنه                         |
|                                    | عبدالوهاب نظام‌الملک                       |                                   | ۱۲ ذیحجهٔ ۱۳۲۶ ه‍.ق (۱۴ دی ۱۲۸۷ ه‍.خ)                    | ۱۰ ربیع‌الثانی ۱۳۲۷ ه‍.ق                                                   | احمد مشیرالسلطنه                         |
|                                    | حسن مشیرالدوله (پیرنیا)                   |                                   | ۱۱ ربیع‌الثانی ۱۳۲۷ ه‍.ق (۱۲ اردیبهشت ۱۲۸۸ ه‍.خ)         |                                                                         | ابوالقاسم ناصرالملک                      |
|                                    | حسن مشیرالدوله (پیرنیا)                   | ۲۷ جمادی‌الثانی ۱۳۲۷ ه‍.ق            | جواد سعدالدوله                                      |                                                                         |                                          |
|                                    | عبدالحسین میرزا فرمانفرما (فرمانفرماییان) |                                   | ۲۸ جمادی‌الثانی ۱۳۲۷ ه‍.ق (۲۶ تیر ۱۲۸۸ ه‍.خ)             | استعفا پس از ۳ روز                                                      | محمدولی سپهدار اعظم                      |
|                                    | حسن وثوق‌الدوله (وثوق)                     |                                   | ۱۵ رمضان ۱۳۲۷ ه‍.ق (۹ مهر ۱۲۸۸ ه‍.خ)                    |                                                                         | محمدولی سپهدار اعظم                      |
|                                    | حسن مشیرالدوله (پیرنیا)                   |                                   | ۱۷ ذیقعدهٔ ۱۳۲۷ ه‍.ق (۹ آذر ۱۲۸۸ ه‍.خ)                   |                                                                         | محمدولی سپهدار اعظم                      |
|                                    | عبدالحسین میرزا فرمانفرما (فرمانفرمائیان) |                                   | ۲۴ محرم ۱۳۲۸ ه‍.ق (۱۶ بهمن ۱۲۸۸ ه‍.خ)                   |                                                                         | محمدولی سپهدار اعظم                      |
|                                    | حسن مشیرالدوله (پیرنیا)                   |                                   | ۱۷ ربیع‌الثانی ۱۳۲۸ ه‍.ق (۸ اردیبهشت ۱۲۸۹ ه‍.خ)          |                                                                         | محمدولی سپهدار اعظم                      |
|                                    | فتح‌الله خان سردار منصور (اکبر)            |                                   | ۱۱ جمادی‌الاول ۱۳۲۸ ه‍.ق (۳۰ اردیبهشت ۱۲۸۹ ه‍.خ)         |                                                                         | محمدولی سپهدار اعظم                      |
|                                    | محمدحسین دبیرالملک                        |                                   | ۱۷ رجب ۱۳۲۸ ه‍.ق (۳ امرداد ۱۲۸۹ ه‍.خ)                   |                                                                         | حسن مستوفی‌الممالک                        |
|                                    | حسن محتشم‌السلطنه (اسفندیاری)              |                                   | ۸ آبان ۱۲۸۹                                         |                                                                         | حسن مستوفی‌الممالک                        |
|                                    | مصطفی منصورالسلطنه (عدل) (کفیل)           |                                   | ۱۲ دی ۱۲۸۹                                          |                                                                         | حسن مستوفی‌الممالک                        |
|                                    | حسن مشیرالدوله (پیرنیا)                   |                                   | ۱۰ ربیع‌الاول ۱۳۲۹ ه‍.ق (۲۰ اسفند ۱۲۸۹ ه‍.خ)             |                                                                         | محمدولی سپهدار اعظم                      |
|                                    | احمد قوام‌السلطنه (قوام)                   |                                   | ۲۲ رجب ۱۳۲۹ ه‍.ق (۲۵ تیر ۱۲۹۰ ه‍.خ)                     | ۲۴ رجب ۱۳۲۹ ه‍.ق (۲۷ تیر ۱۲۹۰ ه‍.خ)                                         | محمدولی سپهدار اعظم                      |
|                                    | حسن مشیرالدوله (پیرنیا)                   |                                   | ۲۷ رجب ۱۳۲۹ ه‍.ق (۲ امرداد ۱۲۹۰ ه‍.خ)                   | ۷ ذیحجهٔ ۱۳۲۹ ه‍.ق (۷ آذر ۱۲۹۰ ه‍.خ)                                         | نجفقلی صمصام‌السلطنه                      |
|                                    | محمود مشاورالملک (کفیل)                   |                                   | نیامده                                              | نیامده                                                                  | نجفقلی صمصام‌السلطنه                      |
|                                    | حسن محتشم‌السلطنه (اسفندیاری)              |                                   | ۷ ذیحجهٔ ۱۳۲۹ ه‍.ق (۷ آذر ۱۲۹۰ ه‍.خ)                     | ۲۸ دی ۱۲۹۱ ه‍.خ (گاهنامهٔ سید جلال‌الدین تهرانی ۱۴ خرداد ۱۲۹۱ ه‍.خ آورده است) | نجفقلی صمصام‌السلطنه                      |
|                                    | محمدعلی ذکاءالملک (فروغی)                 |                                   | ۱۹ آذر ۱۲۹۰                                         | ۱۴ خرداد ۱۲۹۱                                                           | نجفقلی صمصام‌السلطنه                      |
|                                    | اسماعیل ممتازالدوله (ممتاز)               |                                   | ۱ بهمن ۱۲۹۱ ه‍.خ                                      |                                                                         | محمدعلی علاءالسلطنه                      |
|                                    | رضا ارفع‌الدوله (ارفع)                     |                                   |                                                     | امرداد ۱۲۹۳ ه‍.خ                                                          | محمدعلی علاءالسلطنه                      |
|                                    | محمدعلی ذکاءالملک (فروغی)                 |                                   | ۲۶ امرداد ۱۲۹۳ ه‍.خ                                   | ۱ اسفند ۱۲۹۳ ه‍.خ                                                         | حسن مستوفی‌الممالک                        |
|                                    | مهدی‌قلی مخبرالسلطنه (هدایت)               |                                   | ۱ اسفند ۱۲۹۳ ه‍.خ                                     | ۲۰ اسفند ۱۲۹۳ ه‍.خ                                                        | حسن مستوفی‌الممالک                        |
|                                    | محمدعلی ذکاءالملک (فروغی)                 |                                   | ۲۴ اسفند ۱۲۹۳ ه‍.خ                                    | ۷ اردیبهشت ۱۲۹۴ ه‍.خ (۹ جمادی‌الثانی ۱۳۳۳ ه‍.ق از دفتر هیئت دولت)            | حسن مشیرالدوله                           |
|                                    | فتح‌الله سردار منصور (اکبر)                |                                   | ۱۶ جمادی‌الثانی ۱۳۳۳ ه‍.ق (۱۰ اردیبهشت ۱۲۹۴ ه‍.خ)        | ۱۱ تیر ۱۲۹۴ ه‍.خ                                                          | عبدالمجید میرزا عین‌الدوله                |
|                                    | محمدعلی علاءالسلطنه                       |                                   | ۲۶ امرداد ۱۲۹۴ ه‍.خ                                   | ۱۲ دی ۱۲۹۴ ه‍.خ                                                           | حسن مستوفی‌الممالک                        |
| ۱۵ دی ۱۲۹۴ ه‍.خ                      | محمدعلی علاءالسلطنه                       | ۱۲ اسفند ۱۲۹۴ ه‍.خ                  | عبدالحسین میرزا فرمانفرما                           |                                                                         |                                          |
|                                    | میرزا محمود علاءالملک (دیبا)              |                                   | ۱۴ اسفند ۱۲۹۴ ه‍.خ                                    | شهریور ۱۲۹۵ ه‍.خ                                                          | محمدولی سپهسالار اعظم                    |
|                                    | فیروز نصرت‌الدوله (فیروز)                  |                                   | ۹ شوال ۱۳۳۴ ه‍.ق (۱۷ امرداد ۱۲۹۵ه‍.خ تداخل از منبع است) | ۶ خرداد ۱۲۹۶ ه‍.خ                                                         | حسن وثوق‌الدوله                           |
|                                    | اسماعیل ممتازالدوله (ممتاز)               |                                   | ۸ خرداد ۱۲۹۶ ه‍.خ                                     |                                                                         | محمدعلی علاءالسلطنه                      |
|                                    | حسنعلی نصرالملک (کمال هدایت)              |                                   | ۱۸ آبان ۱۲۹۶                                        | آخر آبان ۱۲۹۶ ه‍.خ                                                        | محمدعلی علاءالسلطنه                      |
|                                    | مهدی‌قلی مخبرالسلطنه (هدایت)               |                                   | ۲۸ آبان ۱۲۹۶ ه‍.خ                                     | دی ۱۲۹۶ ه‍.خ                                                              | عبدالمجید میرزا عین‌الدوله                |
| ۲۶ دی ۱۲۹۶ ه‍.خ                      | مهدی‌قلی مخبرالسلطنه (هدایت)               | ؟                                 | حسن مستوفی‌الممالک                                   |                                                                         |                                          |
|                                    | حسنعلی نصرالملک (کمال هدایت)              |                                   | حسن مستوفی‌الممالک                                   | ؟                                                                       | ؟                                        |
| ۸ اردیبهشت ۱۲۹۷ ه‍.خ                 | حسنعلی نصرالملک (کمال هدایت)              | ؟                                 | نجفقلی صمصام‌السلطنه                                 |                                                                         |                                          |
|                                    | اسماعیل ممتازالدوله (ممتاز)               |                                   | نجفقلی صمصام‌السلطنه                                 | ؟                                                                       | ۱۱ امرداد ۱۲۹۷ ه‍.خ                        |
|                                    | فیروز نصرت‌الدوله (فیروز)                  |                                   | ۱۶ امرداد ۱۲۹۷ ه‍.خ                                   | ؟                                                                       | حسن وثوق‌الدوله                           |
|                                    | مصطفی منصورالسلطنه (عدل) (کفیل)           |                                   | ؟                                                   | ؟                                                                       | حسن وثوق‌الدوله                           |
|                                    | حسنعلی نصرالملک (کمال هدایت)              |                                   | ؟                                                   | ؟                                                                       | حسن وثوق‌الدوله                           |
|                                    | محمد مصدق‌السلطنه (مصدق)                   |                                   | ۱۰ تیر ۱۲۹۹ ه‍.خ                                      |                                                                         | حسن مشیرالدوله                           |
|                                    | مصطفی منصورالسلطنه (عدل) (کفیل)           |                                   |                                                     |                                                                         | حسن مشیرالدوله                           |
|                                    | مرتضی ممتازالملک                          |                                   |                                                     | ۴ آبان ۱۲۹۹ ه‍.خ                                                          | حسن مشیرالدوله                           |
|                                    | سلیمان میکده                              |                                   | ۵ آبان ۱۲۹۹ ه‍.خ                                      | ۱۵ بهمن ۱۲۹۹ ه‍.خ                                                         | فتح‌الله سپهدار اعظم                      |
|                                    | عباس میرزا سالار لشکر (فرمانفرماییان)     |                                   | ۲۷ بهمن ۱۲۹۹ ه‍.خ                                     | ۳ اسفند ۱۲۹۹ ه‍.خ                                                         | فتح‌الله سپهدار اعظم                      |
|                                    | مصطفی منصورالسلطنه (عدل) (کفیل)           |                                   | ۱۱ اسفند ۱۲۹۹                                       |                                                                         | سید ضیاءالدین طباطبایی                   |
|                                    | معرفی نشد                                 |                                   |                                                     |                                                                         | سید ضیاءالدین طباطبایی                   |
|                                    | ابراهیم عمیدالسلطنه                       |                                   | ۱۴ خرداد ۱۳۰۰ ه‍.خ                                    | ۷ شهریور                                                                | احمد قوام‌السلطنه                         |
|                                    | اسدالله مشارالسلطنه (قدیمی نوایی)         |                                   | ۸ مهر ۱۳۰۰ ه‍.خ                                       | ۱۶ مهر ۱۳۰۰ ه‍.خ                                                          | احمد قوام‌السلطنه                         |
|                                    | ابراهیم عمیدالسلطنه                       |                                   | ۱۶ مهر ۱۳۰۰ ه‍.خ                                      | ۲۷ دی ۱۳۰۰ ه‍.خ                                                           | احمد قوام‌السلطنه                         |
|                                    | عبدالحسین سردار معظم خراسانی (تیمورتاش)   |                                   | ۲ بهمن ۱۳۰۰ ه‍.خ                                      | ۲۲ خرداد ۱۳۰۱ ه‍.خ                                                        | حسن مشیرالدوله                           |
|                                    | مصطفی منصورالسلطنه (عدل) (کفیل)           |                                   |                                                     |                                                                         | حسن مشیرالدوله                           |
|                                    | اسدالله مشارالسلطنه (قدیمی نوایی)         |                                   | ۲۷ خرداد ۱۳۰۱ ه‍.خ                                    | ۲۹ دی ۱۳۰۱ ه‍.خ                                                           | احمد قوام‌السلطنه                         |
|                                    | مرتضی ممتازالملک                          |                                   | ۲۶ بهمن ۱۳۰۱ ه‍.خ                                     | ۲۴ خرداد ۱۳۰۲                                                           | حسن مستوفی‌الممالک                        |
|                                    | ابراهیم حکیم‌الملک (حکیمی)                 |                                   | ۲۴ خرداد ۱۳۰۲ ه‍.خ                                    | آخر شهریور ۱۳۰۲ ه‍.خ                                                      | حسن مشیرالدوله                           |
|                                    | ابوالحسن معاضدالسلطنه (پیرنیا)            |                                   | ۳ آبان ۱۳۰۲ ه‍.خ                                      | آخر امرداد ۱۳۰۲ ه‍.خ                                                      | رضا خان سردار سپه                        |
|                                    | حسین ادیب‌السلطنه (سمیعی)                  |                                   | ۸ شهریور ۱۳۰۲ ه‍.خ                                    |                                                                         | رضا خان سردار سپه                        |
|                                    | فیروز نصرت‌الدوله (فیروز)                  |                                   | ۱۸ امرداد ۱۳۰۴ ه‍.خ                                   | ۲۸ آذر ۱۳۰۴ ه‍.خ                                                          | رضا خان سردار سپه                        |

### پهلوی
| ردیف                                                                                          | نام                                  | نگاره                                                           | آغاز تصدی                                                                                                  | پایان تصدی                                                        | نخست‌وزیر                     |
| --------------------------------------------------------------------------------------------- | ------------------------------------ | --------------------------------------------------------------- | --- | ----------------------------------------------------------------- | ---------------------------- |
|                                                                                               | مهدی مشیر فاطمی (عمادالسلطنه)        |                                                                 | ۲۹ آذر ۱۳۰۴ ه‍.خ                                                                                             | ۱۵ خرداد ۱۳۰۵ ه‍.خ                                                  | محمدعلی فروغی (در آغاز کفیل) |
|                                                                                               | مصطفی عدل (کفیل)                     |                                                                 | ۲۲ خرداد ۱۳۰۵                                                                                              | ۲۶ شهریور ۱۳۰۵                                                    | حسن مستوفی                   |
|                                                                                               | حسن وثوق                             |                                                                 | ۲۶ شهریور ۱۳۰۵                                                                                             | ۱۸ بهمن ۱۳۰۵                                                      | حسن مستوفی                   |
|                                                                                               | علی‌اکبر داور                         |                                                                 | ۱۸ بهمن ۱۳۰۵                                                                                               | ۵ خرداد ۱۳۰۶                                                      | حسن مستوفی                   |
| ۱۱ خرداد ۱۳۰۶                                                                                 | علی‌اکبر داور                         | ۲۱ شهریور ۱۳۱۲                                                  | مهدی‌قلی هدایت                                                                                              |                                                                   |                              |
|                                                                                               | محسن صدر                             |                                                                 | ۲۶ شهریور ۱۳۱۲                                                                                             | ۱۰ آذر ۱۳۱۴                                                       | محمدعلی فروغی                |
| ۱۱ آذر ۱۳۱۴                                                                                   | محسن صدر                             | ۱۸ شهریور ۱۳۱۵                                                  | محمود جم                                                                                                   |                                                                   |                              |
|                                                                                               | احمد متین‌دفتری                       |                                                                 | محمود جم                                                                                                   | ۶ مهر ۱۳۱۵                                                        | ۳ آبان ۱۳۱۸                  |
|                                                                                               | محمد سروری (سرپرست)                  |                                                                 | ۳ آبان ۱۳۱۸                                                                                                | ۴ تیر ۱۳۱۹                                                        | احمد متین‌دفتری               |
| ۵ تیر ۱۳۱۹                                                                                    | محمد سروری (سرپرست)                  | ۱۸ تیر ۱۳۱۹                                                     | علی منصور                                                                                                  |                                                                   |                              |
|                                                                                               | قربانعلی آهی                         |                                                                 | علی منصور                                                                                                  | ۱۸ تیر ۱۳۱۹                                                       | ۵ شهریور ۱۳۲۰                |
| ۵ شهریور ۱۳۲۰                                                                                 | قربانعلی آهی                         | ۱۱ اسفند ۱۳۲۰                                                   | محمدعلی فروغی                                                                                              |                                                                   |                              |
|                                                                                               | عباسقلی گلشائیان                     |                                                                 | محمدعلی فروغی                                                                                              | ۱۱ اسفند ۱۳۲۰                                                     | ۱۷ اسفند ۱۳۲۰                |
|                                                                                               | قربانعلی آهی                         |                                                                 | ۱۸ اسفند ۱۳۲۰                                                                                              | ۵ امرداد ۱۳۲۱                                                     | علی سهیلی                    |
|                                                                                               | علیرضا قراگوزلو                      |                                                                 | ۱۸ امرداد ۱۳۲۱                                                                                             | ۱ بهمن ۱۳۲۱                                                       | احمد قوام                    |
|                                                                                               | جواد عامری                           |                                                                 | ۱ بهمن ۱۳۲۱                                                                                                | ۲۴ بهمن ۱۳۲۱                                                      | احمد قوام                    |
|                                                                                               | علی‌اصغر حکمت                         |                                                                 | ۲۸ بهمن ۱۳۲۱                                                                                               | ۲۸ اردیبهشت ۱۳۲۲                                                  | علی سهیلی                    |
|                                                                                               | محسن صدر                             |                                                                 | ۱۳ مرداد ۱۳۲۲                                                                                              | ۲۵ اسفند ۱۳۲۲                                                     | علی سهیلی                    |
|                                                                                               | اسدالله ممقانی                       |                                                                 | ۶ فروردین ۱۳۲۳                                                                                             | ۴ شهریور ۱۳۲۳                                                     | محمد ساعد                    |
|                                                                                               | الله‌یار صالح                         |                                                                 | ۱۱ شهریور ۱۳۲۳                                                                                             | ۱۸ آبان ۱۳۲۳                                                      | محمد ساعد                    |
|                                                                                               | مصطفی عدل                            |                                                                 | ۴ آذر ۱۳۲۳                                                                                                 | ۲۸ فروردین ۱۳۲۴                                                   | مرتضی‌قلی بیات                |
|                                                                                               | الله‌یار صالح                         |                                                                 | ۲۰ اردیبهشت ۱۳۲۴ (معرفی به شاه) ۲۳ اردیبهشت ۱۳۲۴ (معرفی به مجلس شورا)                                      | ۱۳ خرداد ۱۳۲۴                                                     | ابراهیم حکیمی                |
|                                                                                               | حسنعلی کمال هدایت                    |                                                                 | ۲۲ خرداد ۱۳۲۴ (معرفی به شاه) ۲۷ تیر ۱۳۲۴ (معرفی به مجلس شورا)                                              | ۲۹ مهر ۱۳۲۴                                                       | محسن صدر                     |
|                                                                                               | امان‌الله اردلان                      |                                                                 | ۱۲ آبان ۱۳۲۴ (معرفی به شاه) ۱۳ آبان ۱۳۲۴ (معرفی به مجلس شورا)                                              | ۳۰ دی ۱۳۲۴                                                        | احمد قوام                    |
|                                                                                               | انوشیروان سپهبدی                     |                                                                 | ۲۵ بهمن ۱۳۲۴                                                                                               | ۹ امرداد ۱۳۲۵                                                     | احمد قوام                    |
|                                                                                               | الله‌یار صالح                         |                                                                 | ۱۲ امرداد ۱۳۲۵                                                                                             | ۲۴ مهر ۱۳۲۵                                                       | احمد قوام                    |
|                                                                                               | علی‌اکبر موسوی‌زاده                    |                                                                 | ۲۸ آبان ۱۳۲۵                                                                                               | ۲۳ خرداد ۱۳۲۶                                                     | احمد قوام                    |
|                                                                                               | مصطفی عدل                            |                                                                 | ۳۰ خرداد ۱۳۲۶                                                                                              | ۴ شهریور ۱۳۲۶                                                     | احمد قوام                    |
|                                                                                               | معرفی نشد                            |                                                                 | ۱۹ شهریور ۱۳۲۶ (معرفی به شاه) ۲۲ شهریور ۱۳۲۶ (معرفی به مجلس شورا)                                          | ۱۹ آذر ۱۳۲۶                                                       | احمد قوام                    |
|                                                                                               | محمد سروری                           |                                                                 | ۶ دی ۱۳۲۶                                                                                                  | ۱۸ خرداد ۱۳۲۷                                                     | ابراهیم حکیمی                |
|                                                                                               | محمدعلی نظام مافی                    |                                                                 | ۳۰ خرداد ۱۳۲۷ (معرفی به شاه) ۱ تیر ۱۳۲۷ (معرفی به مجلس شورا)                                               |                                                                   | عبدالحسین هژیر               |
|                                                                                               | عباسقلی گلشائیان                     |                                                                 | ۱ مهر ۱۳۲۷                                                                                                 |                                                                   | عبدالحسین هژیر               |
|                                                                                               | محسن صدر (نپذیرفت)                   |                                                                 | ۲۵ آبان ۱۳۲۷ (معرفی به شاه) ۲۷ آبان ۱۳۲۷ (معرفی به مجلس شورا)                                              |                                                                   | محمد ساعد                    |
|                                                                                               | محمد ساعد                            |                                                                 | |                                                                   | محمد ساعد                    |
|                                                                                               | محمد سجادی                           |                                                                 | ۲۱ اسفند ۱۳۲۷                                                                                              | ۲۴ اسفند ۱۳۲۸                                                     | محمد ساعد                    |
|                                                                                               | علی هیئت                             |                                                                 | ۱۴ فروردین ۱۳۲۹                                                                                            | ۵ تیر ۱۳۲۹                                                        | علی منصور                    |
|                                                                                               | محمدعلی بوذری                        |                                                                 | ۶ تیر ۱۳۲۹                                                                                                 |                                                                   | حاج‌علی رزم‌آرا                |
|                                                                                               | شمس‌الدین امیرعلائی                   |                                                                 | ۱۸ فروردین ۱۳۳۰                                                                                            | ۶ اردیبهشت ۱۳۳۰                                                   | حسین علاء                    |
|                                                                                               | علی هیئت                             |                                                                 | ۱۱ اردیبهشت ۱۳۳۰ (معرفی به شاه) ۱۲ اردیبهشت ۱۳۳۰ (معرفی به مجلس شورا) ۱۴ اردیبهشت ۱۳۳۰ (معرفی به مجلس سنا) | ۱ آذر ۱۳۳۰                                                        | محمد مصدق                    |
|                                                                                               | شمس‌الدین امیرعلائی                   |                                                                 | ۹ آذر ۱۳۳۰                                                                                                 | ۱۶ بهمن ۱۳۳۰                                                      | محمد مصدق                    |
|                                                                                               | حسن سمیعی                            |                                                                 | ۲۰ بهمن ۱۳۳۰                                                                                               | ۲۲ اردیبهشت ۱۳۳۱                                                  | محمد مصدق                    |
|                                                                                               | رضا تجدد                             |                                                                 | ۲۷ تیر ۱۳۳۱                                                                                                | ۳۰ تیر ۱۳۳۱                                                       |                              |
|                                                                                               | عبدالعلی لطفی                        |                                                                 | ۴ امرداد ۱۳۳۱ (معرفی به شاه) ۵ امرداد ۱۳۳۱ (معرفی به مجلس شورا) ۶ امرداد ۱۳۳۱ (معرفی به مجلس سنا)          | ۲۸ امرداد ۱۳۳۲                                                    | محمد مصدق                    |
|                                                                                               | جمال‌الدین اخوی                       |                                                                 | ۱ شهریور ۱۳۳۲                                                                                              | ؟                                                                 | فضل‌الله زاهدی                |
|                                                                                               | فخرالدین شادمان                      |                                                                 | ۱۴ آذر ۱۳۳۳                                                                                                | ۱۶ فروردین ۱۳۳۴                                                   | فضل‌الله زاهدی                |
|                                                                                               | حسین علاء (همزمان با تصدی نخست‌وزیری) |                                                                 | ۱۹ فروردین ۱۳۳۴ (معرفی به شاه) ۲۰ فروردین ۱۳۳۴ (معرفی به مجلس شورا)                                        |                                                                   | حسین علاء                    |
|                                                                                               | علی امینی                            |                                                                 | ۱ خرداد ۱۳۳۴                                                                                               | ۱۴ آذر ۱۳۳۴                                                       | حسین علاء                    |
|                                                                                               | جمال‌الدین اخوی                       |                                                                 | ۱۴ آذر ۱۳۳۴                                                                                                | ۲۳ خرداد ۱۳۳۵                                                     | حسین علاء                    |
|                                                                                               | عباسقلی گلشائیان                     |                                                                 | ۲۶ خرداد ۱۳۳۵                                                                                              | ۱۴ فروردین ۱۳۳۶                                                   | حسین علاء                    |
|                                                                                               | محمد مجلسی (سرپرست)                  |                                                                 | ۱۵ فروردین ۱۳۳۶                                                                                            | ۱۸ اسفند ۱۳۳۶                                                     | منوچهر اقبال                 |
|                                                                                               | سید محمدعلی هدایتی                   |                                                                 | ۱۸ اسفند ۱۳۳۶                                                                                              |                                                                   | منوچهر اقبال                 |
| ۹ شهریور ۱۳۳۹                                                                                 | سید محمدعلی هدایتی                   | ۱۲ دی ۱۳۳۹                                                      | جعفر شریف‌امامی                                                                                             |                                                                   |                              |
|                                                                                               | محمدعلی ممتاز (سرپرست)               |                                                                 | جعفر شریف‌امامی                                                                                             | ۱۲ دی ۱۳۳۹                                                        | ۲ اسفند ۱۳۳۹                 |
| محمدعلی ممتاز                                                                                 |                                      | ۲۰ اسفند ۱۳۳۹ (معرفی به شاه) ۲۱ اسفند ۱۳۳۹ (معرفی به مجلس شورا) | جعفر شریف‌امامی                                                                                             | ۱۴ اردیبهشت ۱۳۴۰                                                  |                              |
|                                                                                               | نورالدین الموتی                      |                                                                 | ۱۹ اردیبهشت ۱۳۴۰                                                                                           | ۲۷ تیر ۱۳۴۱                                                       | علی امینی                    |
|                                                                                               | غلامحسین خوشبین                      |                                                                 | ۳۰ تیر ۱۳۴۱                                                                                                | ۲۹ بهمن ۱۳۴۱                                                      | اسدالله علم                  |
|                                                                                               | محمد باهری                           |                                                                 | ۳۰ بهمن ۱۳۴۱                                                                                               | ۱۷ اسفند ۱۳۴۲                                                     | اسدالله علم                  |
|                                                                                               | باقر عاملی                           |                                                                 | ۱۷ اسفند ۱۳۴۲ (معرفی به شاه) ۱۸ اسفند ۱۳۴۲ (معرفی به مجلس شورا) ۱۹ اسفند ۱۳۴۲ (معرفی به مجلس سنا)          | ۲۳ شهریور ۱۳۴۳ (ترور منصور)                                       | حسنعلی منصور                 |
| ۷ بهمن ۱۳۴۳ (معرفی به شاه) ۱۱ بهمن ۱۳۴۳ (معرفی به مجلس شورا) ۱۷ بهمن ۱۳۴۳ (معرفی به مجلس سنا) | باقر عاملی                           | ۱۳۴۵                                                            | امیرعباس هویدا                                                                                             |                                                                   |                              |
|                                                                                               | جواد صدر                             |                                                                 | امیرعباس هویدا                                                                                             | ۲۰ تیر ۱۳۴۵                                                       | ۱۳۴۷                         |
|                                                                                               | منوچهر پرتو                          |                                                                 | امیرعباس هویدا                                                                                             | ۳ آذر ۱۳۴۷                                                        | ۱۳۵۰                         |
|                                                                                               | صادق احمدی                           |                                                                 | امیرعباس هویدا                                                                                             | ۲۲ شهریور ۱۳۵۰ (معرفی به شاه) ۲۸ شهریور ۱۳۵۰ (معرفی به مجلس شورا) | ۱۳۵۵                         |
|                                                                                               | غلامرضا کیانپور                      |                                                                 | امیرعباس هویدا                                                                                             | ۱۳ خرداد ۱۳۵۵                                                     | ۱۳۵۶                         |
| ۱۶ امرداد ۱۳۵۶                                                                                | غلامرضا کیانپور                      | ۵ شهریور ۱۳۵۷                                                   | جمشید آموزگار                                                                                              |                                                                   |                              |
|                                                                                               | محمد باهری                           |                                                                 | ۵ شهریور ۱۳۵۷                                                                                              | ۷ آبان ۱۳۵۷                                                       | جعفر شریف‌امامی               |
|                                                                                               | حسین نجفی                            |                                                                 | ۷ آبان ۱۳۵۷                                                                                                | ۱۵ آبان ۱۳۵۷                                                      | جعفر شریف‌امامی               |
| ۱۷ آبان ۱۳۵۷                                                                                  | حسین نجفی                            | ۱۲ دی ۱۳۵۷                                                      | غلامرضا ازهاری                                                                                             |                                                                   |                              |
|                                                                                               | یحیی صادق وزیری                      |                                                                 | ۱۶ دی ۱۳۵۷                                                                                                 | ۲۷ دی ۱۳۵۷                                                        | شاپور بختیار                 |
|                                                                                               | شمس‌الدین عالمی (سرپرست)              |                                                                 | ۱ بهمن ۱۳۵۷                                                                                                | ۲۲ بهمن ۱۳۵۷                                                      | شاپور بختیار                 |

## جمهوری اسلامی
| ردیف                                  | نام                                   | نگاره                                 | آغاز تصدی                             | پایان تصدی                            | نخست‌وزیر            |
| ------------------------------------- | ------------------------------------- | ------------------------------------- | ------------------------------------- | ------------------------------------- | ------------------- |
|                                       | اسدالله مبشری                         |                                       | ۲۶ بهمن ۱۳۵۷                          | ۳۰ خرداد ۱۳۵۸                         | مهدی بازرگان        |
|                                       | احمد صدر حاج‌سیدجوادی                  |                                       | تیر ۱۳۵۸                              | ۱۵ آبان ۱۳۵۸                          | مهدی بازرگان        |
|                                       | به صورت شورایی زیر نظر سید محمد بهشتی |                                       | ۲۵ آبان ۱۳۵۸                          | ۱۳۵۹                                  | شورای انقلاب        |
|                                       | ابراهیم احدی                          |                                       | ۱۴ آبان ۱۳۵۹                          | ۱۳ دی ۱۳۵۹                            | محمدعلی رجایی       |
|                                       | سید محمد اصغری                        |                                       | ۲۵ خرداد ۱۳۶۰                         | ۲۴ مرداد ۱۳۶۳                         | میرحسین موسوی       |
|                                       | حسن حبیبی                             |                                       | ۲۴ مرداد ۱۳۶۳                         | ۷ شهریور ۱۳۶۸                         | میرحسین موسوی       |
| تغییر قانون اساسی و حذف سمت نخست‌وزیری | تغییر قانون اساسی و حذف سمت نخست‌وزیری | تغییر قانون اساسی و حذف سمت نخست‌وزیری | تغییر قانون اساسی و حذف سمت نخست‌وزیری | تغییر قانون اساسی و حذف سمت نخست‌وزیری | رئیس‌جمهور           |
|                                       | محمداسماعیل شوشتری                    |                                       | ۷ شهریور ۱۳۶۸                         | ۲ شهریور ۱۳۸۴                         | اکبر هاشمی رفسنجانی |
| سید محمد خاتمی                        | محمداسماعیل شوشتری                    |                                       | ۷ شهریور ۱۳۶۸                         | ۲ شهریور ۱۳۸۴                         |                     |
|                                       | جمال کریمی‌راد                         |                                       | ۲ شهریور ۱۳۸۴                         | ۷ دی ۱۳۸۵                             | محمود احمدی‌نژاد     |
|                                       | غلامحسین الهام                        |                                       | ۷ دی ۱۳۸۵                             | ۱۲ شهریور ۱۳۸۸                        | محمود احمدی‌نژاد     |
|                                       | سید مرتضی بختیاری                     |                                       | ۱۲ شهریور ۱۳۸۸                        | ۲۴ مرداد ۱۳۹۲                         | محمود احمدی‌نژاد     |
|                                       | مصطفی پورمحمدی                        |                                       | ۲۴ مرداد ۱۳۹۲                         | ۲۹ مرداد ۱۳۹۶                         | حسن روحانی          |
|                                       | سید علیرضا آوایی                      |                                       | ۲۹ مرداد ۱۳۹۶                         | ۳ شهریور ۱۴۰۰                         | حسن روحانی          |
|                                       | امین‌حسین رحیمی                        |                                       | ۳ شهریور ۱۴۰۰                         | در حال تصدی                           | سید ابراهیم رئیسی   |
| مسعود پزشکیان                         | امین‌حسین رحیمی                        |                                       | ۳ شهریور ۱۴۰۰                         | در حال تصدی                           |                     |

## یادداشت
1. ↑  در پی دست داشتن در شورش سربازان بر ضد امیرکبیر بر کنار شد.
2. ↑  نام اصلی او محمدتقی بود؛ ولی پس از مرگ پدرش به نام پدر «محمدزمان» نام گرفت.
3. ↑  از ۱۲۶۸ ه‍.ق بر سر کار بود؛ ولی در ۱۲۷۱ ه‍.ق لقب امیر دیوان گرفت.
4. ↑  به دلیل این که هنوز دورهٔ دوم مجلس شورای ملی گشایش نیافته بود، وزیران به مجلس معرفی نشدند. در ۱ ذیقعدهٔ ۱۳۲۷ ه‍.ق مجلس گشایش یافت و سپس کابینه بدان معرفی شد.
5. ↑  امینی، صفحهٔ ۲۴۹ در پاورقی این صفحه چنین آمده است: «در یک ماه و نیم پس از برکناری تیمورتاش از وزیری عدلیه تا آغاز وزیری مشارالسلطنه (یادداشت پیشین)، منصورالسلطنه (مصطفی عدلی)، کفیل عدلیه بود.»
6. ↑  در ۱۳۱۱ داور برای دفاع از ایران در مورد شکایت بریتانیا از ایران به جامعهٔ ملل رهسپار اروپا شد و احمد متین‌دفتری کفالت وزارت عدلیه را برعهده گرفت. (امینی، صفحهٔ ۵۲۹)
7. ↑  سید عمادالدین میرمطهری معاون وزیر دادگستری شد.